# 천일식당
천일식당은 대한민국 전라남도 해남군에 있는 유서 깊은 식당이다. 1924년에 설립되어 대한민국에서 7번째로 오래된 식당이다. 이 식당은 여러 가지 작은 한국 반찬이 풍성하게 차려지는 한정식을 전문으로 한다.
이 식당은 전라남도와 대한민국 전역에서 꾸준히 유명했으며, 대대로 가족이 운영하고 있다. 이 식당은 국내 주요 정치인들이 자주 방문했으며, 음식은 청와대에 여러 차례 배달되기도 했다. 이 식당은 현재 서울에 해남천일관이라는 지점을 두고 있으며, 1990년대 중반에 개업했다.

## 설명
이 식당은 떡갈비와 김치로 유명하다고 알려져 있다. 각 상에는 수십 가지의 반찬이 제공된다고 한다. 식당은 특별한 비법이 없으며, 재료의 품질과 요리 실행에만 집중한다고 주장한다.

## 역사
이 식당은 1924년 박성순이 천일관이라는 이름으로 처음 설립했다. 그녀는 양반 남편이 일에 관심이 없었기 때문에 가족의 가장이었다. 그녀는 길가에 음식 노점을 차리고 다양한 나물 요리와 국을 팔기 시작했다. 그녀의 노점은 지역 관리들까지 찾아올 정도로 인기를 얻었다. 그러한 노점에서 식사하는 것이 불편했기 때문에, 그들은 그녀에게 식당 건물을 만들 것을 요청했다. 그것이 천일관이 되었다. 식당의 원래 위치는 현재 단지의 가장 안쪽에 위치하며, 초가 지붕의 한옥 건물이었다. 이 시기에는 한정식이 일반 사람들에게는 너무 비쌌기 때문에, 주 고객은 주로 귀족들이었다.
1950년에 원래의 오두막은 헐리고 더 현대적인 건물로 대체되었다. 2대 이정례가 식당을 물려받은 후, 그녀는 이름을 천일식당으로 변경했다. 그 무렵 떡갈비는 식당의 대표 메뉴가 되었다. 박성순은 결국 1973년에 사망했다. 이정례는 1990년에 사망했으며, 1988년에 오현화가 식당을 물려받았다.
초기 역사부터 이 식당은 대한민국 엘리트들 사이에서 꾸준히 인기를 얻었다. 박지만 전 대통령은 이 식당에서 네 번 식사했다. 이 음식은 여러 차례 대한민국 전 대통령 관저인 청와대에 배달되었다고 한다. 한 번은 박성순이 멀미를 심하게 해서 청와대로 차를 타고 가는 것을 거부하자, 박지만 대통령이 헬리콥터를 태워 서울로 보내주었다고 한다. 안우만 전 법무부 장관은 1995년에 이 식당에서 식사했다. 고건 서울시장은 1997년에 그곳에서 식사했다. 그럼에도 불구하고, 이 식당의 고객층은 다양하며, 다양한 사회경제적 계층의 사람들이 함께 식사한다고 한다.